# Celostat
Celostat – układ dwóch płaskich zwierciadeł, który umożliwia obserwację dowolnego rejonu nieba za pomocą nieruchomego przyrządu optycznego, np. lunety.
Zazwyczaj pierwsze zwierciadło celostatu pozostaje nieruchome, a drugie poruszane mechanizmem zegarowym, obraca się dookoła osi, która leży w jego płaszczyźnie. Celostat ma także swoje zastosowanie w heliofizyce.